# Foundiougne
Foundiougne est une commune de l'ouest du Sénégal, située dans le Sine-Saloum.
Son premier maire s'appelle Mamadou Falla Seck (avant l'indépendance du Sénégal)

## Histoire

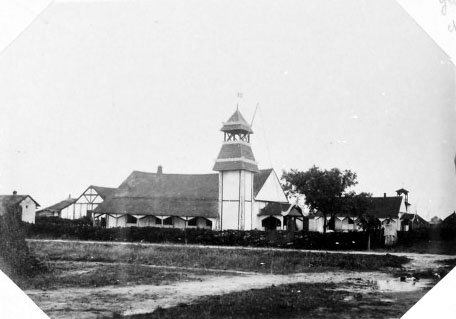
Groupe scolaire et route de Guilor (1890).
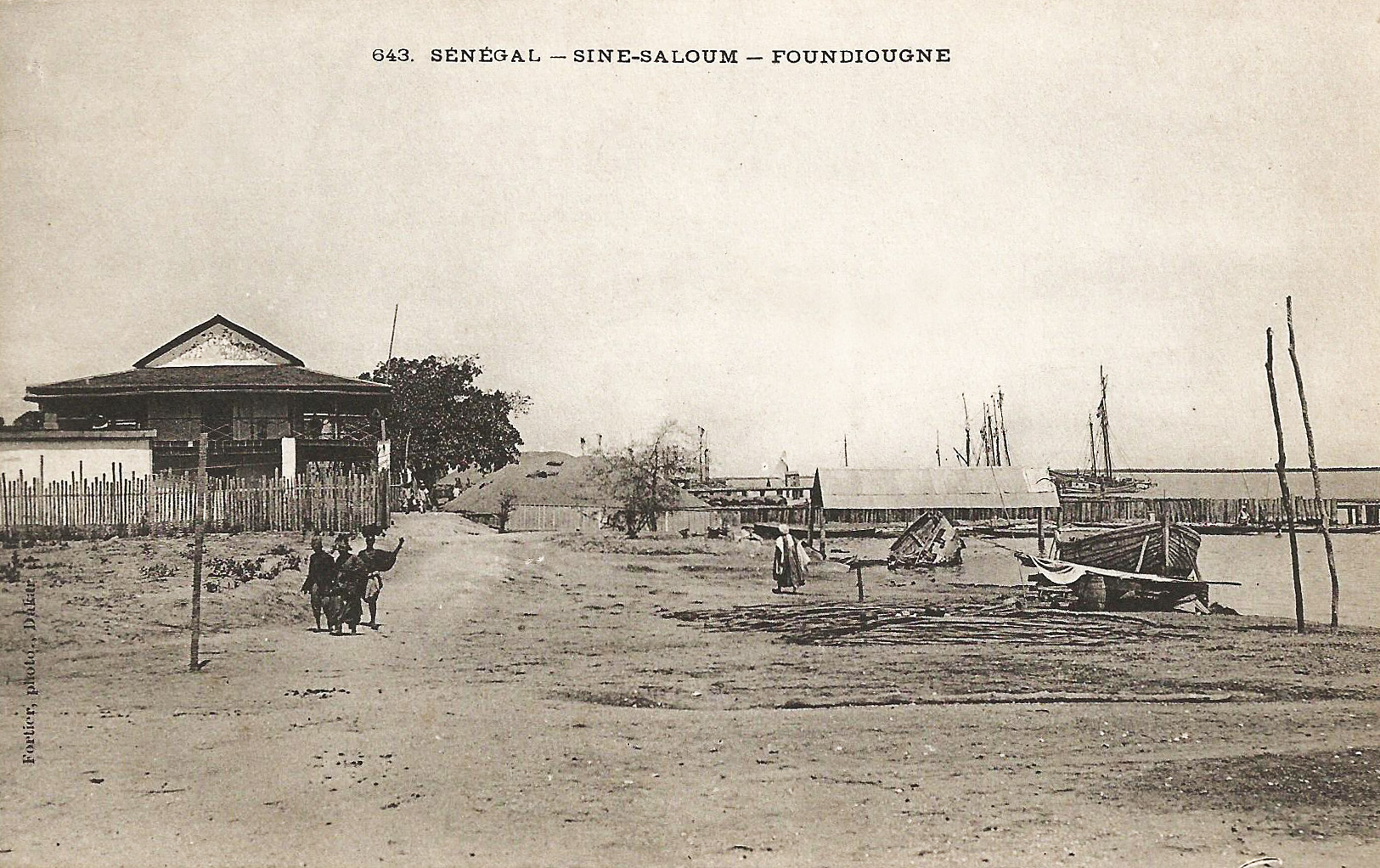
Bord de mer (AOF).
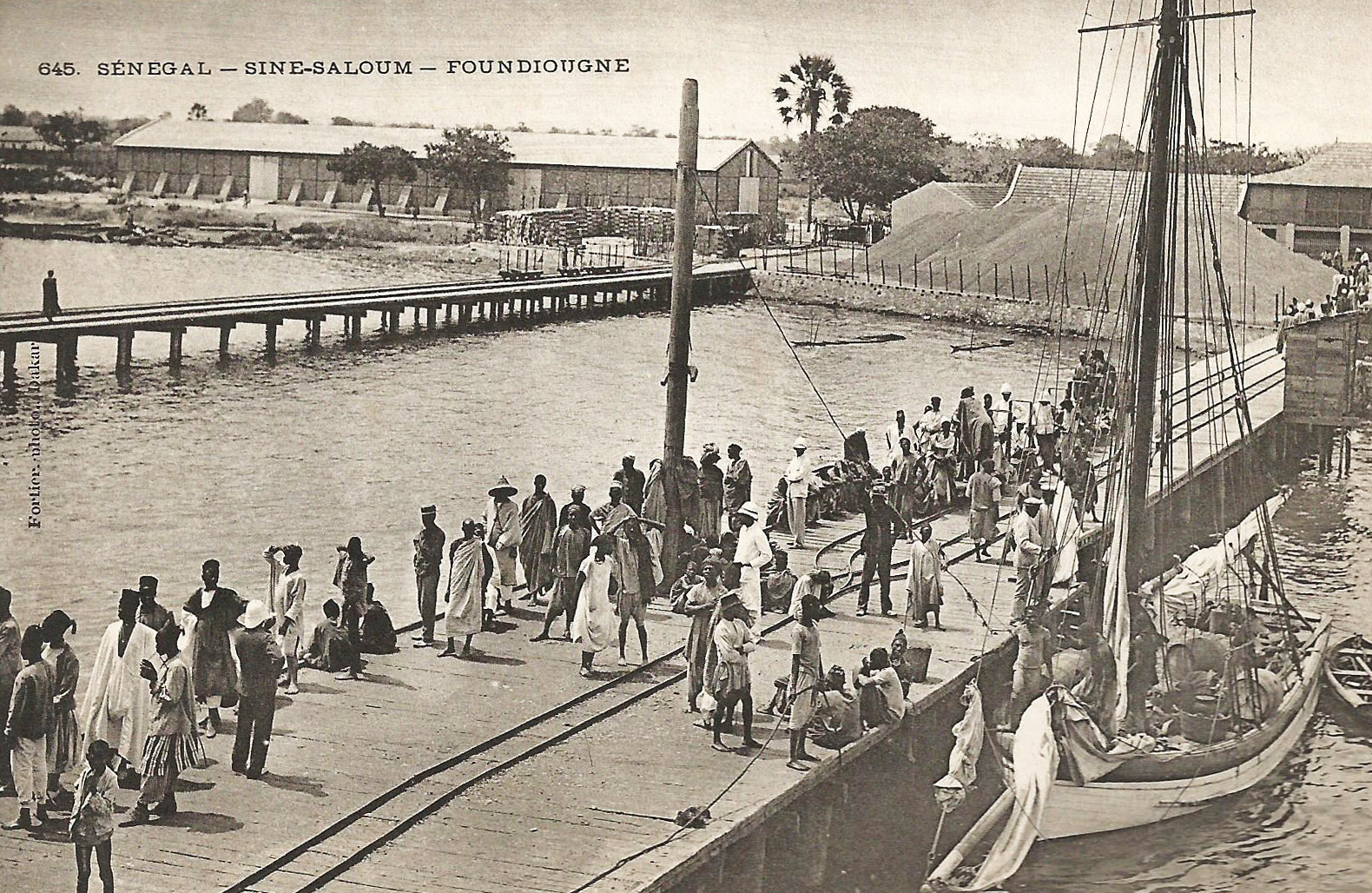
Port (AOF).

La ville proprement dite a été fondée en 1917. C'est l'une des plus anciennes communes du Sénégal. Grâce à sa position stratégique sur le Saloum, son port de commerce a joué un rôle de premier plan à l'ère coloniale.
En 1940, lors de la bataille de Dakar, le Général de Gaulle utilise Foundiougne comme point de débarquement discret de ses émissaires clandestins. L’administrateur Marcel Campistron, rallié à la France libre, facilitera leur pénétration et leurs actions de préparation de cette opération dans le territoire. 
C'est à Foundiougne qu'ont commencé le 1er février 2005 les négociations concernant les modalités d'application de l'accord signé le 30 décembre 2004 entre le Gouvernement sénégalais et le Mouvement des forces démocratiques de Casamance. Une seconde rencontre – Foundiougne 2 – était envisagée, mais sa date a été plusieurs fois reportée.

## Administration
La ville est le chef-lieu et l'une des trois communes du département de Foundiougne dans la région de Fatick.
La ville de foudiougne fut chef-lieu de la région du sine et saloum entre 1888 et le 6 avril 1898. Elle est devenue commune de 3°degré en 1953 et de moyen exercice en 1957.

## Géographie
Les localités les plus proches sont Bolonas, Sakhor, Niamdiarokh, Fayako, Mbam, Thiaré et Sap. 

### Transports

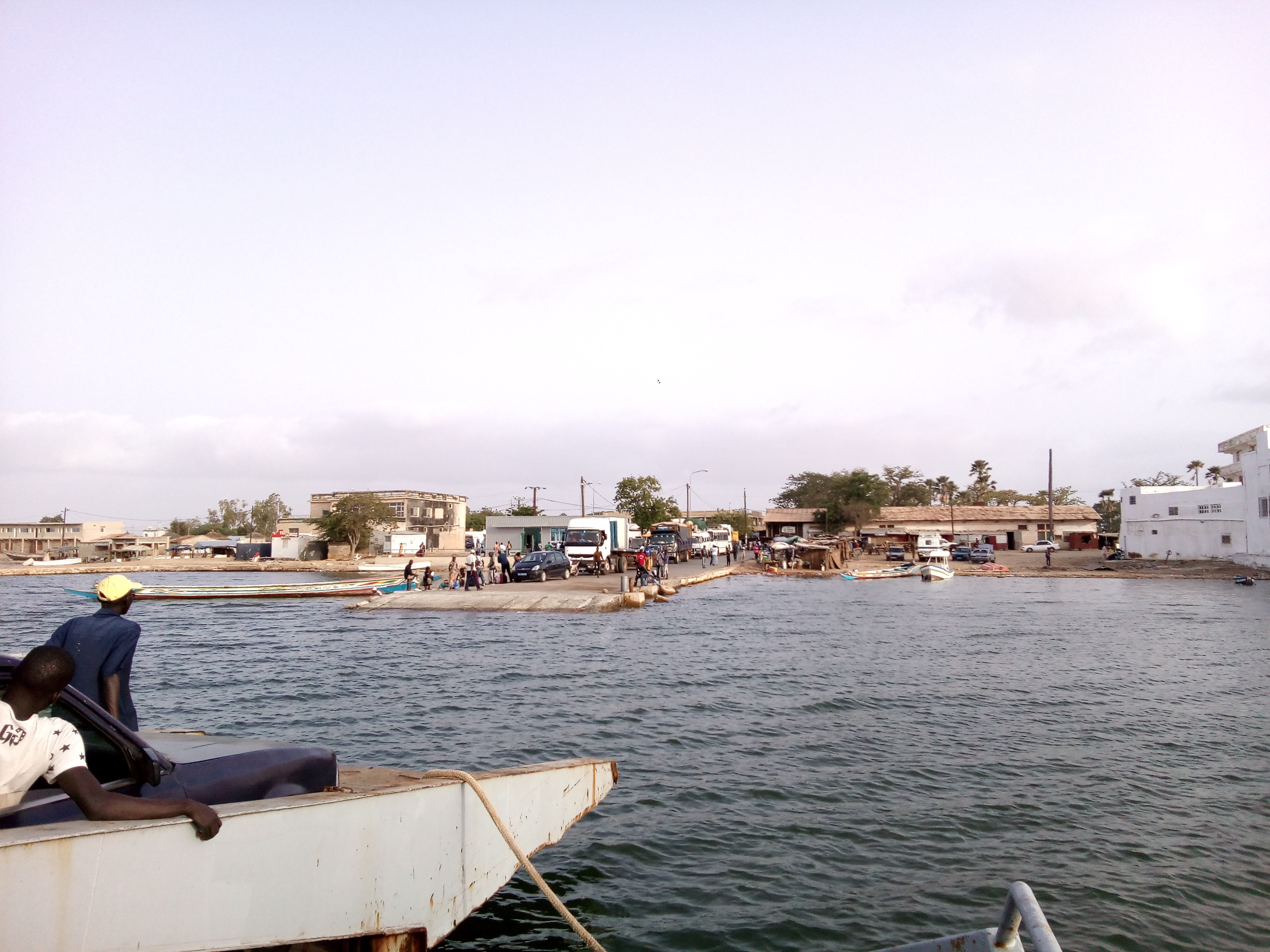
Vue de Foundiougne depuis le Bac

Foundiougne est située à environ 125 km  de Dakar par la N1, la route au sud  de Fatick et de Kaolack. À la sortie de la ville, on emprunte sur un court tronçon la Transgambienne (N 4) puis la N5 qui mène à Passy. De là, une route bitumée traverse Djilor pour finir dans l'ancienne ville coloniale qui a donné son nom au département. Une autre option, plus rapide, est d'emprunter la route R 61 au départ de Fatick, puis le bac pour franchir le Saloum à l'embarcadère de N'Dakhonga (Plus de 5 rotations par jour depuis 2014).

### Port de Foundiougne-Ndakhonga

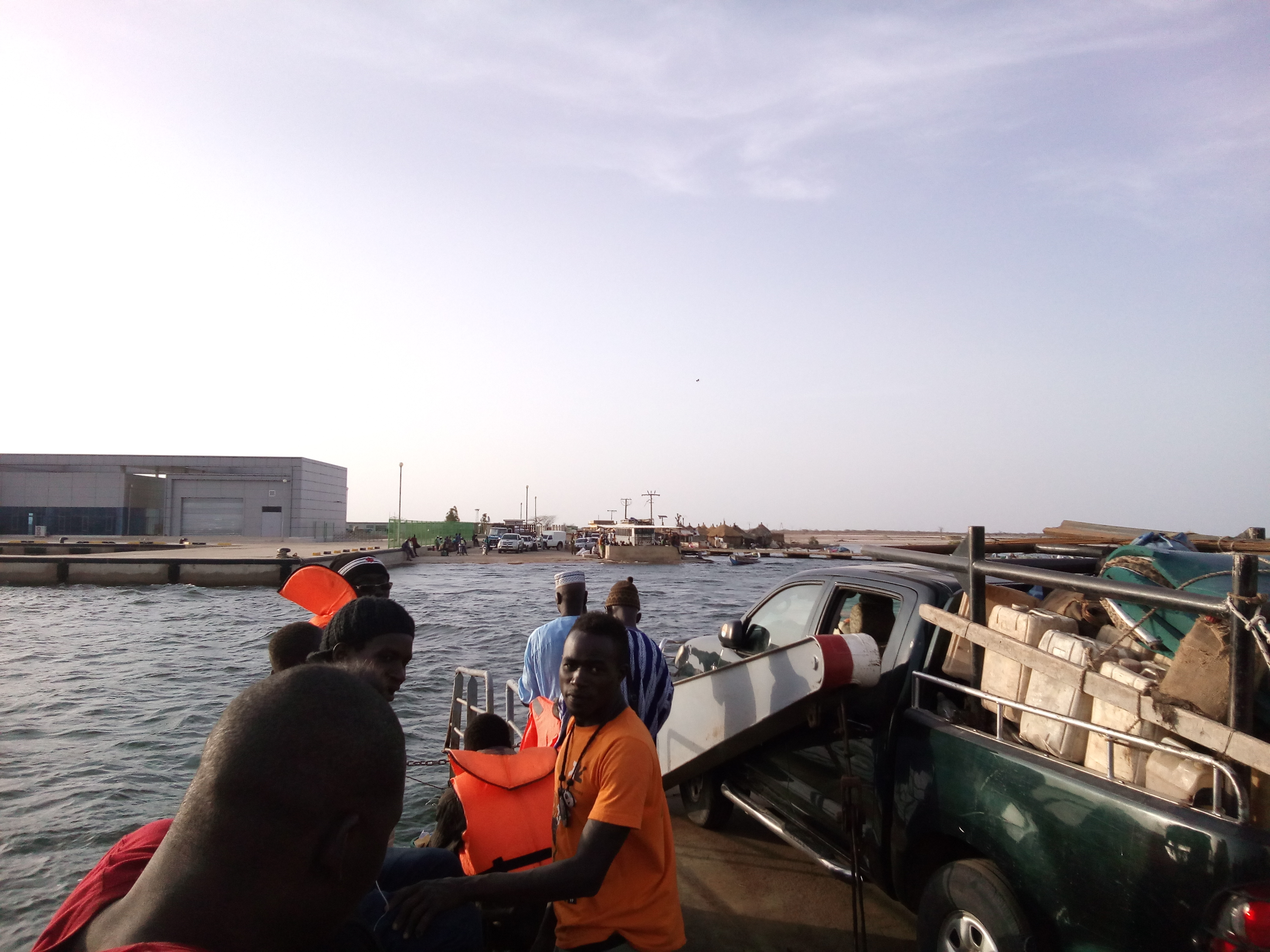
Port de Foundiougne-Ndakhonga.

La construction du port de Foundiougne, grâce à la Coopération coréenne ouvre de réelles perspectives de désenclavement et de développement économique et social de cette ville et de son arrière-pays, le LÔG comprenant les villages de Thiaré,  Ndorong,  Mbassis, Gagué Chérif, Gagué Boacar, et les Communes de Soum et  Mbam).
Avec cette infrastructure, l'exode massif des jeunes vers les grands centres urbains va diminuer de manière significative. Le trafic routier vers la Gambie devra connaître un plus grand dynamisme. 
Toutefois, les impacts environnementaux négatifs de ce projet en cours de réalisation sont à craindre pour cette localité située dans l'estuaire du Saloum, un écosystème diversifié mais très fragile.

### Flore
Les principales espèces végétales que l'on trouve sur la commune sont le baobab, le fromager, le rônier, le cailcédrat, le dimb (Cordyla pinata), le ditakh, de variétés d'acacia et certaines mangroves.

### Population
Lors des recensements de 1988 et 2002, la ville comptait respectivement 3 354 et 4 935 habitants. On dénombrait alors 528 concessions et 656 ménages.
Les projections officielles conduisent à prévoir 5 610 habitants en 2007 et 6 710 en 2015.
La population est composée de Sérères (50 %), de Wolofs (30 %), de Peuls (15 %), de Bambaras et autres (5 %).
Elle est musulmane à 92 %.

### Économie
Les activités principales de Foundiougne sont basées sur l'agriculture au sud dans les villages environnants et la pêche au nord de la ville, en particulier la pêche à la crevette.
Le tourisme aurait pu être l'un des facteurs clés de l'économie mais, faute de bonnes routes qui la relieraient aux grandes villes comme Kaolack et Dakar, elle est complètement enclavée. Mais cela ne l'empêche pas de rester un coin paradisiaque.
Une usine de décorticage et une unité de production de glace s'y sont développées.

### Culture
Un festival se tient annuellement en juillet sur deux jours.

### Activités touristiques
Le Saloum, comme beaucoup d'estuaires, est très poissonneux, ce qui explique la présence de nombreux campements de pêche le long des berges de la ville. Sinon, il est possible de louer une pirogue et de se promener sur le bras du fleuve.
De juillet à octobre la pêche à la crevette bat son plein et la nuit, à marée basse, les pêcheurs tirent leurs filets, tachetant l'obscurité de leurs petites lampes.

## Jumelages et partenariats
- Salles (Gironde) (France) (relation de coopération décentralisée)
- Association Culturelle
- l'Association Les Civelles du Saloum qui aide les personnes porteuses de projets en partenariat avec l'Association L'action citoyenne de Foundiougne

## Personnalités nées à Foundiougne
- Thierno Bâ (vers 1923-2010), ancien ministre, député, enseignant, dramaturge, écrivain, cinéaste, syndicaliste, artisan des indépendances, talibé mouride.
- Alioune Sarr (1908-2001), historien, auteur et homme politique.
- Caroline Faye Diop (1923-1992), femme politique.
- Doudou Wade (1960-), homme politique.
- Aliou Sall (1969-), homme politique.